# Rhinacloa callicrates
Rhinacloa callicrates är en insektsart som beskrevs av Jon L. Herring 1971. Rhinacloa callicrates ingår i släktet Rhinacloa och familjen ängsskinnbaggar. Inga underarter finns listade i Catalogue of Life.